# Odontopaschia
Odontopaschia is een geslacht van vlinders van de familie snuitmotten (Pyralidae), uit de onderfamilie Epipaschiinae.

## Soorten
- O. ecnomia Turner, 1913
- O. stephanuchra Tams, 1935
- O. virescens Hampson, 1903